# Hà Nam
Hà Nam är en provins i norra Vietnam. Provinsen består av stadsdistriktet Phủ Lý (huvudort) och fem landsbygdsdistrikt: Bình Lục, Duy Tiên, Kim Bảng, Lý Nhân samt Thanh Liêm. Hà Nam hade 852 800 invånare vid folkräkningen år 2019.